# Otto Valle
Otto Ferdinand Valle, född 4 januari 1899 i Helsingfors, död där 28 november 1969, var en finländsk lantbruksforskare.
Valle blev agronomie och forst doktor 1933. Han arbetade från 1925 vid Hankkijas växtförädlingsanstalt och var dess föreståndare 1934–1942. Han var 1942–1966 chef för växtförädlingsavdelningen vid Lantbruksförsöksanstalten med professors titel. Som forskare koncentrerade han sig mest på förädling av olje- och vallväxter, bland annat ryps och klöver. 